# Kamienny łeb
Kamienny łeb (ros. Каменная башка) – rosyjski dramat sensacyjny z 2008 roku w reżyserii Filippa Jankowskiego, z gościnnym udziałem mistrza świata w boksie Nikołaja Wałujewa.

## Fabuła
Bohaterem filmu jest mistrz świata w wadze ciężkiej Jegor Gołowin. Przydomek Kamienny łeb otrzymał dlatego, że nie odczuwa bólu. Po wypadku, w którym ginie najbliższa mu osoba przeżywa problemy psychiczne i cierpi na amnezję. Jego menedżer pragnie za wszelką cenę ponownie wystawić go do walki.

## Obsada
- Nikołaj Wałujew jako Jegor Gołowin
- Boris Czunajew jako Batja, trener Jegora
- Oksana Fandera jako Tania
- Witalij Kiszczenko jako menedżer Jegora
- Jegor Pozenko jako Krugłyj
- Natalia Simakowa jako Madeleine
- Warwara Szczerbakowa jako Katia
- Oleg Sorokin jako Kriwuła
- Rusłan Nasreddinow jako syn Tani

## Produkcja
Zdjęcia kręcono w Petersburgu i w Kronsztadzie.

## Nagrody i wyróżnienia
Film otrzymał główną nagrodę na Festiwalu Filmowym w Wyborgu.